# Kathedrale Unserer lieben Frau von der immerwährenden Hilfe (Prizren)

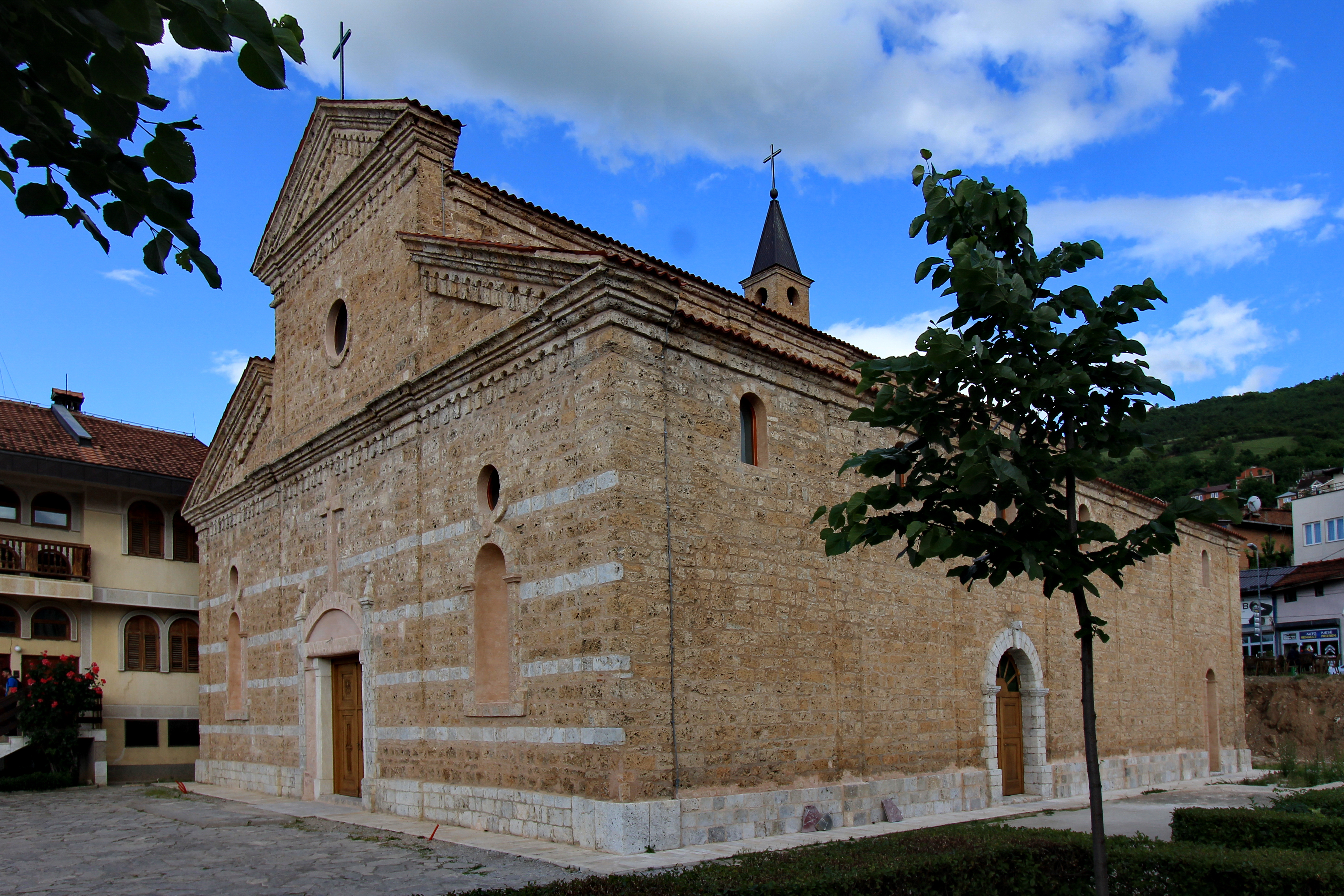
Kathedrale Unserer Lieben Frau von der immerwährenden Hilfe, Portalfassade und Glockenturm hinten

Die Kathedrale Unserer Lieben Frau von der immerwährenden Hilfe (alb. Katedralja e Zonjës Ndihmëtare) in Prizren (Kosovo) ist eine römisch-katholische Pfarrkirche und die Bischofskirche des im Jahr 2000 als Apostolische Administratur Prizren errichteten und 2018 zur Diözese erhobenen Bistums Prizren-Pristina.

## Geschichte
Die Kirche wurde 1870 unter osmanischer Herrschaft für die überwiegend albanischsprachige römisch-katholische Minderheit und die katholischen Ausländer in Prizren erbaut. Benannt wurde sie nach dem römischen Gnadenbild Unserer Lieben Frau von der immerwährenden Hilfe. Als im Jahr 2000 aus den kosovarischen Teilen des Bistums Skopje-Prizren die exemte Apostolische Administratur Prizren entstand, wurde die Marienkirche deren Kathedrale. Konkathedrale ist die 2010 geweihte große Mutter-Teresa-Kathedrale in Priština, deren Architektur sich eng an die Kathedrale von Prizren anlehnt.
Laut archäologischer Forschung existierte an dieser Stelle ein Vorgängerbau als Friedhofskirche und ein Nachfolgebau aus dem zirka 11. und dem zirka 14. Jahrhundert. Zudem wurden Gegenstände einer religiösen Gemeinschaft aus dem 5. Jahrhundert gefunden.

## Architektur und Ausstattung
Die Marienkathedrale ist eine neuromanische dreischiffige Basilika mit Rundapsis im Südosten und einem schlanken Glockenturm am linken Seitenschiff. Der gesamte Bau, besonders die Portalfassade in Renaissanceformen, folgt italienischen Vorbildern.
Die Säulen des Innenraums sind mit Marmor verkleidet. Die Fresken zeigen neben biblischen Themen Darstellungen der Heerführer Skanderbeg und Johann Hunyadi.